# João Neto (futbolista)
João Roberto Rota Neto (São Paulo, Brasil, 21 de mayo de 2003) es un futbolista brasileño que juega como delantero en el S. L. Benfica "B" de la Segunda División de Portugal, cedido por el F. C. Famalicão.

## Trayectoria
Debutó como profesional con el F. C. Famalicão en un empate 2-2 en la Primeira Liga con el Sporting de Lisboa el 5 de diciembre de 2020. Con 17 años y 6 meses, fue el jugador más joven en debutar como profesional con el F. C. Famalicão.
El 1 de septiembre de 2021 se incorporó al S. L. Benfica "B" en calidad de cedido.

## Estadísticas

### Clubes
Actualizado al último partido disputado el 19 de febrero de 2023.
| Club                       | Div.          | Temporada     | Liga  | Liga  | Copas nacionales | Copas nacionales | Copas internacionales | Copas internacionales | Total | Total |
| Club                       | Div.          | Temporada     | Part. | Goles | Part.            | Goles            | Part.                 | Goles                 | Part. | Goles |
| -------------------------- | ------------- | ------------- | ----- | ----- | ---------------- | ---------------- | --------------------- | --------------------- | ----- | ----- |
| F. C. Familicão Portugal   | 1.ª           | 2020-21       | 6     | 0     | 1                | 0                | —                     | —                     | 7     | 0     |
| F. C. Familicão Portugal   | 1.ª           | 2021-22       | 2     | 0     | 0                | 0                | —                     | —                     | 2     | 0     |
| F. C. Familicão Portugal   | Total club    | Total club    | 8     | 0     | 1                | 0                | 0                     | 0                     | 9     | 0     |
| S. L. Benfica "B" Portugal | 2.ª           | 2021-22       | 10    | 0     | —                | —                | —                     | —                     | 10    | 0     |
| S. L. Benfica "B" Portugal | 2.ª           | 2022-23       | 2     | 0     | —                | —                | —                     | —                     | 2     | 0     |
| S. L. Benfica "B" Portugal | Total club    | Total club    | 2     | 0     | 0                | 0                | 0                     | 0                     | 2     | 0     |
| Total carrera              | Total carrera | Total carrera | 20    | 0     | 1                | 0                | 0                     | 0                     | 21    | 0     |